# Градишче на Козјаку
Градишче на Козјаку (словен. Gradišče na Kozjaku) је насељено место у општини Селница об Драви, Подравска регија, Словенија.

## Историја
До територијалне реорганизације у Словенији било је у саставу старе општине Руше. После Првог светског рата насеље је (заједно са насељем Велики Боч) подељено новоуспостављеном државном границом између Аустрије и Краљевине СХС. Део насеља који је остао у Аустрији под именом Шлосберг данас се налази у општини Leutschach an der Weinstraße (словен. Lučane), у оквиру округа Лајбниц, у савезној покрајини Штајерска.

## Становништво
У попису становништва из 2011. године, Градишче на Козјаку је имало 201 становника.
| Број становника према пописима | Број становника према пописима | Број становника према пописима |
| ------------------------------ | ------------------------------ | ------------------------------ |
| 1991                           | 2002                           | 2011                           |
| 213                            | 194                            | 201                            |

Напомена: До 1953. исказивано под именом Градишче. Године 1994. смањен за део насеља који је заједно са издвојеним деловима из насеља Велики Боч, Вурмат и Згорњи Боч спојен у ново самостално насеље Свети Дух на Острем врху.